# Alfred Milewski

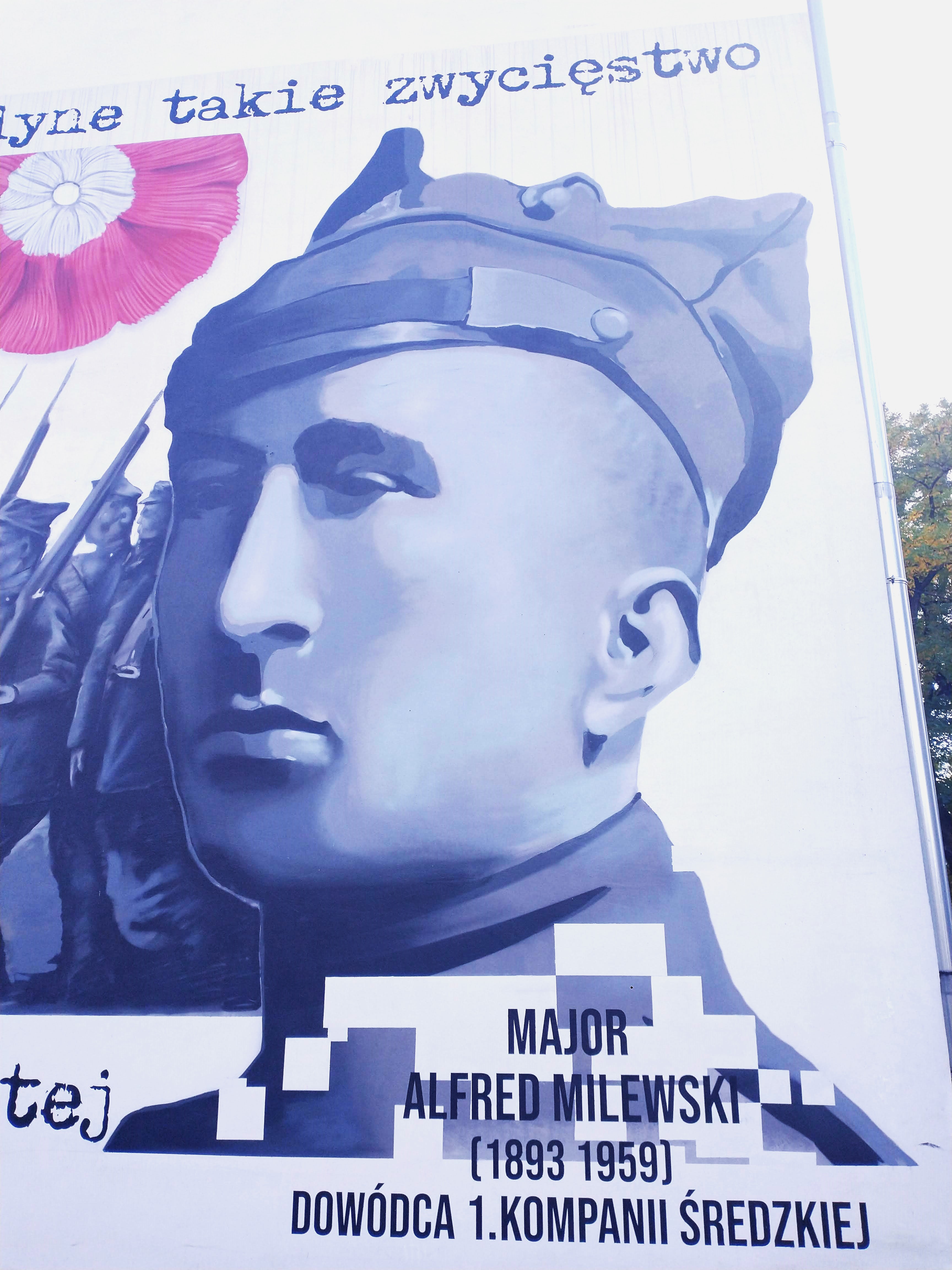
Mural w Środzie Wielkopolskiej

Alfred Witold Teofil Milewski (ur. 24 listopada 1893 w Kijewie (powiat średzki), zm. 21 listopada 1959 w Leicester) – major Wojska Polskiego w II Rzeczypospolitej, kawaler Orderu Virtuti Militari.

## Życiorys
Urodził się w rodzinie Stanisława (właściciela ziemskiego) i Stefanii z Wierusz-Kowalskich. Ukończył szkołę rolniczą po czym zdobywał praktykę w majątkach ziemskich. W latach 1914–1918 służył w armii niemieckiej, w której został mianowany na stopień podporucznika (w roku 1916). Po zdemobilizowaniu działał, od dnia 10 listopada 1918 r., w Polskiej Organizacji Wojskowej Zaboru Pruskiego na terenie Poznania. Uczestnik powstania wielkopolskiego. Pod koniec grudnia 1918 roku zorganizował kompanię powstańczą w Środzie Wielkopolskiej (1 kompania średzka), którą dowodził między innymi w walkach pod Zbąszyniem. W marcu 1919 roku został wyznaczony przez Inspektora Artylerii do utworzenia II baterii artylerii dla dywizjonu artylerii konnej Wielkopolskiej. Na jej czele wziął udział w wojnie polsko-bolszewickiej. Wyróżniał się odwagą i inicjatywą, czego dobitny przykład dał w dniu 8 sierpnia 1920 r. pod wsią Krabryszcze k. Mińska. Wtedy to, kierując osobiście ogniem dział swej baterii, umożliwił 15 pułkowi ułanów poznańskich przebicie się przez front bolszewicki. Za ten czyn porucznik Alfred Milewski z 7 dak-u odznaczony został Krzyżem Srebrnym Orderu Virtuti Militari, co zostało potwierdzone dekretem Wodza Naczelnego marszałka Józefa Piłsudskiego L.11434 z dnia 3 lutego 1922 roku (opublikowanym w Dzienniku Personalnym Ministerstwa Spraw Wojskowych nr 2 z dnia 18 lutego 1922 r.).
Na dzień 1 czerwca 1921 r., już w randze kapitana, nadal pełnił służbę w 7 dywizjonie artylerii konnej. W tym samym roku, po śmierci ojca, przeszedł do rezerwy i rozpoczął gospodarowanie na dzierżawionym majątku. Udzielał się w organizacjach kombatanckich, gospodarczych i społecznych. Po utracie zainwestowanych w majątek pieniędzy przeniósł się na Polesie. Pozostając oficerem rezerwowym 7 dak-u zajmował w 1923 roku 526. lokatę wśród kapitanów korpusu oficerów rezerwy artylerii ze starszeństwem z dniem 1 czerwca 1919 r., a roku 1924 była to już 490. lokata w tym starszeństwie.
Zarządzeniem prezydenta Rzeczypospolitej Ignacego Mościckiego z dnia 20 lipca 1932 roku został, za pracę w dziele odzyskania niepodległości, odznaczony Krzyżem Niepodległości. W roku 1934 jako kapitan rezerwy zajmował 285. lokatę w swoim starszeństwie w korpusie oficerów artylerii. Znajdował się wówczas w ewidencji PKU Prużana i posiadał przydział mobilizacyjny do 17 pułku artylerii lekkiej. 
We wrześniu 1939 r. został internowany na terytorium Litwy (zatrzymano go w dniu 19 września na przejściu granicznym Zawiasy). Po aneksji Litwy przez Związek Radziecki aresztowany przez NKWD (czerwiec 1940 r.). Przetrzymywany był w obozach w Kozielsku i Griazowcu, z którego został wypuszczony w dniu 3 września 1941 r. na mocy ogłoszonej „amnestii”, będącej wynikiem podpisanego układu Sikorski-Majski. W miejscowości Tockoje wstąpił do organizującej się Armii Polskiej w ZSRR. Otrzymał przydział do 6 pułku artylerii lekkiej. Następnie walczył w szeregach 3 Dywizji Strzelców Karpackich. Po zakończeniu II wojny światowej pozostał na emigracji w Wielkiej Brytanii. Zmarł i pochowany został w Leicester. 
Żonaty z Sabiną Sicińską, z którą mieli córkę Teresę oraz synów Andrzeja i Stanisława.

## Ordery i odznaczenia
- Krzyż Srebrny Orderu Virtuti Militari nr 3284 (3 lutego 1922)[12]
- Krzyż Niepodległości (20 lipca 1932)[13]
- Krzyż Walecznych
- Złoty Krzyż Zasługi (dwukrotnie: po raz pierwszy 22 grudnia 1928[14])
- Krzyż Pamiątkowy Monte Cassino